# Kirchenkreis Vlotho
Der Kirchenkreis Vlotho ist einer von 26 Kirchenkreisen innerhalb der Evangelischen Kirche von Westfalen. Sein Gebiet erstreckt sich über den südöstlichen Teil des Kreises Minden-Lübbecke und den östlichen Teil des Kreises Herford. Zu seinen 6 Kirchengemeinden gehören rund 46.000 Gemeindeglieder (Stand 31. Dezember 2023).

## Geschichte und Gliederung
Der Kirchenkreis Vlotho wurde 1841 aus Teilen der (damals noch als „Diözesen“ bezeichneten) Kirchenkreise Herford und Minden gebildet. Durch Pfarrer wie Ferdinand Huhold (1841–1846 in Vlotho, 1846–1880 in Hausberge, 1841–1849 und 1854–1880 auch Superintendent), Karl Kuhlo (1851–1868 in Valdorf)  und Eduard Kuhlo (1854–1891 in Gohfeld) war der Kirchenkreis im 19. Jahrhundert stark durch die Erweckungsbewegung geprägt. Von 1927 bis 1948 war Pfarrer Karl Koch aus Bad Oeynhausen nebenamtlich Superintendent des Kirchenkreises; da er eine führende Rolle in der Bekennenden Kirche spielte, wurde Bad Oeynhausen zum Schauplatz der vierten Reichsbekenntnissynode 1936.
Etwa 23 Pfarrer tun Dienst in den sechs Kirchengemeinden, aber auch in Schulen, Krankenhäusern, Kliniken, Rehabilitationskliniken und Altenheimen. Regional verbunden ist der Kirchenkreis Vlotho mit den benachbarten Kirchenkreisen Herford, Lübbecke und Minden zu einem Kirchenkreisverband.

## Leitungsstruktur
Geleitet wird der Kirchenkreis durch die jährlich ein- oder zweimal tagende, aus Abgeordneten der Kirchengemeinden und berufenen Synodalen gebildete Kreissynode und (zwischen deren Zusammenkünften) durch den aus der Mitte der Kreissynode auf acht Jahre gewählten, neunköpfigen Kreissynodalvorstand, an dessen Spitze die Superintendenten steht. Der Sitz der Superintendentur ist seit 1973 in Bad Oeynhausen.
| von  | bis  | Name                    |
| ---- | ---- | ----------------------- |
| 1841 | 1849 | Ferdinand Huhold        |
| 1849 | 1854 | Eduard Höpken           |
| 1854 | 1880 | Ferdinand Huhold        |
| 1880 | 1892 | Bernhard Lemcke         |
| 1892 | 1896 | Eberhard Delius         |
| 1896 | 1903 | Julius Lemcke           |
| 1904 | 1927 | Ernst Niemann           |
| 1927 | 1948 | Karl Koch               |
| 1948 | 1953 | Friedrich Vethake       |
| 1953 | 1956 | Artur Dehmel            |
| 1956 | 1976 | Heinrich Niederbremer   |
| 1977 | 1992 | Johannes-Peter Schumann |
| 1992 | 2004 | Christof Windhorst      |
| 2004 | 2021 | Andreas Huneke          |
| 2021 | …    | Dorothea Goudefroy      |

## Kirchengemeinden
Der Kirchenkreis Vlotho umfasst die Stadt Vlotho sowie größere Teile der Städte Bad Oeynhausen, Löhne und Porta Westfalica.
| Bild | Kirche                                       | Ort                                     | Gemeinde                              |
| --- | -------------------------------------------- | --------------------------------------- | ------------------------------------- |
| Auferstehungskirche in Bad Oeynhausen | Auferstehungskirche Bad Oeynhausen           | Bad Oeynhausen-Altstadt                 | Emmaus-Kirchengemeinde Bad Oeynhausen |
| | Evangelische Kirche Eidinghausen             | Bad Oeynhausen-Eidinghausen             | Eidinghausen-Dehme                    |
| Auferstehungskirche in Dehme | Auferstehungskirche Dehme                    | Bad Oeynhausen-Dehme                    | Eidinghausen-Dehme                    |
| Martin-Luther-Kirche in Lohe | Martin-Luther-Kirche Lohe                    | Bad Oeynhausen-Lohe                     | Emmaus-Kirchengemeinde Bad Oeynhausen |
| | Laurentiuskirche Rehme                       | Bad Oeynhausen-Rehme                    | Emmaus-Kirchengemeinde Bad Oeynhausen |
| Bild gesucht Die Wikipedia wünscht sich an dieser Stelle ein Bild vom hier behandelten Ort. Weitere Infos zum Motiv findest du vielleicht auf der Diskussionsseite . Falls du dabei helfen möchtest, erklärt die Anleitung , wie das geht. BW | Evangelische Kirche Babbenhausen-Oberbecksen | Bad Oeynhausen-Babbenhausen-Oberbecksen | Emmaus-Kirchengemeinde Bad Oeynhausen |
| | Evangelische Kirche Volmerdingsen            | Bad Oeynhausen-Volmerdingsen            | Volmerdingsen-Werste                  |
| | Evangelische Kirche Wittekindshof            | Bad Oeynhausen-Wittekindshof            | Volmerdingsen-Werste                  |
| Bild gesucht Die Wikipedia wünscht sich an dieser Stelle ein Bild vom hier behandelten Ort. Weitere Infos zum Motiv findest du vielleicht auf der Diskussionsseite . Falls du dabei helfen möchtest, erklärt die Anleitung , wie das geht. BW | Versöhnungskirche Werste                     | Bad Oeynhausen-Werste                   | Volmerdingsen-Werste                  |
| Bild gesucht Die Wikipedia wünscht sich an dieser Stelle ein Bild vom hier behandelten Ort. Weitere Infos zum Motiv findest du vielleicht auf der Diskussionsseite . Falls du dabei helfen möchtest, erklärt die Anleitung , wie das geht. BW | Heilig-Geist-Kirche Bad Oeynhausen           | Bad Oeynhausen-Südstadt                 | Emmaus-Kirchengemeinde Bad Oeynhausen |
| | Simeonkirche Gohfeld                         | Löhne-Gohfeld                           | Gohfeld                               |
| | Matthäuskirche Löhne-Mahnen                  | Löhne-Bahnhof                           | Gohfeld                               |
| Lukaskirche in Wittel | Lukaskirche Wittel                           | Löhne-Wittel                            | Gohfeld                               |
| | Evangelische Kirche Holzhausen               | Porta Westfalica-Holzhausen             | Porta Westfalica-Süd                  |
| | Evangelische Kirche Holtrup                  | Porta Westfalica-Holtrup                | Porta Westfalica-Süd                  |
| | Evangelische Kirche Möllbergen               | Porta Westfalica-Möllbergen             | Porta Westfalica-Süd                  |
| | Evangelische Kirche Eisbergen                | Porta Westfalica-Eisbergen              | Porta Westfalica-Süd                  |
| Evangelische Kirche Hausberge | Evangelische Kirche Hausberge                | Porta Westfalica-Hausberge              | Porta Westfalica-Süd                  |
| Bild gesucht Die Wikipedia wünscht sich an dieser Stelle ein Bild vom hier behandelten Ort. Weitere Infos zum Motiv findest du vielleicht auf der Diskussionsseite . Falls du dabei helfen möchtest, erklärt die Anleitung , wie das geht. BW | Evangelische Kirche Lohfeld                  | Porta Westfalica-Lohfeld                | Porta Westfalica-Süd                  |
| | St. Peter und Paul Veltheim                  | Porta Westfalica-Veltheim               | Porta Westfalica-Süd                  |
| | Evangelische Kirche Exter                    | Vlotho-Exter                            | Vlotho                                |
| Jubilate-Kirche in Bonneberg | Jubilate-Kirche Bonneberg                    | Vlotho-Bonneberg                        | Vlotho                                |
| | Ev.-ref. Kirche St. Johannis Vlotho          | Vlotho, Ortsteil Vlotho                 | Vlotho                                |
| | Ev.-luth. Kirche St. Stephan Vlotho          | Vlotho, Ortsteil Vlotho                 | Vlotho                                |
| | Ev. Gemeindezentrum Zachäus                  | Vlotho-Uffeln                           | Vlotho                                |
| | Evangelische Kirche Valdorf                  | Vlotho-Valdorf                          | Vlotho                                |
| Kreuzkirche in Wehrendorf | Kreuzkirche Wehrendorf                       | Vlotho-Wehrendorf (Vlotho)              | Vlotho                                |

## Kirchliche Arbeit
In den Kirchen des Kirchenkreises, außerdem in Bad Oeynhausen im Herz- und Diabeteszentrum Nordrhein-Westfalen, im Zweckverbandkrankenhaus, in der Johanneskapelle der Johanniter-Ordenshäuser und in der Auguste-Victoria-Klinik für Orthopädie sowie in einer Vielzahl von Alten-, Pflege- und Seniorenheimen und -residenzen in den zum Kirchenkreis Vlotho gehörenden Kirchengemeinden finden regelmäßig evangelische Gottesdienste statt. Einen besonderen Schwerpunkt der pastoralen Arbeit im Kirchenkreis Vlotho bildet die Seelsorge in Krankenhäusern, Kliniken in den Kurbereichen von Bad Oeynhausen, Löhne und Bad Senkelteich und in vielen Altenheimen; es befinden sich aber auch 21 Kindergärten in Trägerschaft des Verbands der Kindertageseinrichtungen im Kirchenkreis. Die Kinder- und Jugendarbeit in den Kirchengemeinden wird durch das Jugendreferat des Kirchenkreises gefördert. Die Erwachsenenbildung sowie die Telefonseelsorge werden im Rahmen des Kirchenkreisverbandes wahrgenommen. 

## Diakonie
Das Diakonische Werk im Kirchenkreis Vlotho e. V. nimmt ambulante, pflegerische und soziale Grundversorgungen wahr und steht in verschiedenen Beratungsdiensten Hilfesuchenden zur Verfügung. Die zentrale Dienststelle des Diakonischen Werkes in Kirchenkreis befindet sich in der Hermann-Löns-Straße 79 in Bad Oeynhausen.

## Partnerschaften
Seit mehr als 40 Jahren besteht zwischen dem Kirchenkreis Vlotho und dem Kirchenkreis Tambarare in Tansania, der zur Nordost-Diözese der Lutherischen Kirche in Tansania gehört, eine Partnerschaft. 